# Polžice (Srby)
Polžice (německy Pollschitz) jsou malá vesnice, část obce Srby v okrese Domažlice v Plzeňském kraji. Nachází se asi 1,5 kilometru východně od Srb. Prochází zde silnice II/197. Je zde evidováno 45 adres. V roce 2011 zde trvale žilo 81 obyvatel.
Polžice leží v katastrálním území Polžice u Horšovského Týna o rozloze 5,36 km².

## Historie
První písemná zmínka o vesnici pochází z roku 1542.
Narodil se tu a působil Wenzel Stahl (1865–1917), sudetoněmecký zemědělský aktivista a politik, poslanec zemského sněmu a Říšské rady.

## Obyvatelstvo
| Rok            | 1869 | 1880 | 1890 | 1900 | 1910 | 1921 | 1930 | 1950 | 1961 | 1970 | 1980 | 1991 | 2001 | 2011 | 2021 |
| -------------- | ---- | ---- | ---- | ---- | ---- | ---- | ---- | ---- | ---- | ---- | ---- | ---- | ---- | ---- | ---- |
| Počet obyvatel | 293  | 273  | 250  | 281  | 328  | 284  | 282  | 138  | 133  | 132  | 87   | 76   | 81   | 81   | 101  |
| Počet domů     | 40   | 39   | 38   | 48   | 43   | 46   | 47   | 49   | 49   | 35   | 30   | 38   | 38   | 41   | 36   |

## Obecní správa
Při sčítání lidu v letech 1850–1959 Polžice byly samostatnou obcí v okrese Horšovský Týn (v letech 1890–1910 Horšův Týn). V letech 1960–1980 byly částí obce Srby v okrese Domažlice. Od 1. července 1980 do 30. června 1990 byly částí obce Meclov v okrese Domažlice. Od 1. července 1990 jsou opět částí obce Srby v okrese Domažlice.

## Pamětihodnosti
- Kaple svatého Petra a Pavla na návsi
- Kaple svatého Petra u cesty jihovýchodně od vsi
- Venkovské usedlosti čp. 4, 6, 8 a 17